# Городенка
Городе́нка — місто в Україні, в історичному Покутті, адміністративний центр Городенківської міської територіальної громади Коломийського району Івано-Франківської області. З 1940 по 2020 роки було центром Городенківського району.

## Історія

### Заснування. Походження назви

Пам'ятний знак заснуванню Городенки

Вважається, що назва міста походить від слова «город» — укріплення з частоколу та зрубів. Повість временних літ подає, що у 993 році Великий князь Київський Володимир Святославич пішов походом на білих хорватів, що населяли сучасну територію Галичини. Саме тоді сучасна Городенківщина увійшла до складу Київської Русі. На карті Птолемея приблизно на місті Городенки позначене місто Carrodunum. Подібність назв дає підстави припускати давність існування Городенки. Щоправда, Птолемей розмістив Carrodunum на лівому березі Дністра, але науковці знають, що він завжди помилявся у визначенні широти міст, розміщаючи їх дещо північніше істинного місця.

### Феодалізм
Уперше в літописах Городенка згадується під 1195 роком. Це було поселення землеробів та ремісників. З 1349 року Галичина — під владою Польської корони. У XV столітті на урвищі над річкою Ямгорів збудовано замок, і Городенка перетворилася в типову феодальну резиденцію.
Позаяк протягом XV—XVI століть Покуття було спірною територією між Польщею і Молдовським князівством, а впроовж XVI—XVII століттях зазнавало спустошливих нападів турків і татар, городенківська твердиня стала певною мірою стратегічною.
1491 року господар Молдови Штефан III під час походу на Покуття спалив Снятин, Городенку, Коломию і дійшов до Галича. У 1497 році, після невдалого походу на Волощину, військо польського короля Яна Ольбрахта повернулося на Покуття і своїм постоєм його спустошило. Поблизу Городенки у 1509 році великий гетьман коронний Миколай Каменецький вщент розбив молдовське військо (можливо, саме в пам'ять про це долина річки Ямгорів між Городенкою і Серафинцями називається Червоною). Катастрофічним був похід на Покуття 33-тисячного війська молдовського господаря Петра IV Рареша (Петрила) у 1531 році.
У 1620—1630 роках, на місці попереднього укріплення, було перебудовано Городенківський замок.
1648 року під впливом Хмельниччини в Галичині спалахнуло повстання під проводом Семена Височана. Селяни Чернятина, Заболотова, Олеші та Любківців напали на Городенківський замок (який тоді належав Янові Жулчинському (Стшемеському), роззброїли його залогу, а будівлі спалили. Власник врятувався втечею.

### Отримання Магдебурзького права
Виборним актом короля Яна II Казимира від 13 лютого 1668 року Городенка отримала Магдебурзьке право. Тоді місто входило до складу Галицької землі Руського воєводства з центром у Львові, але саме не творило якоїсь адміністративної частини, а належало до Коломийського староства.
Надання Городенці міського самоврядування створило сприятливі умови для розвитку ремесла і торгівлі, що зумовило наплив переселенців — переважно вірменів та євреїв.
Наприкінці XVII століття Городенка стає значним релігійним центром Покуття, де окрім монастиря Василіян, який мав дві церкви на середмісті та передмісті діяло 9 церков. У 1706 році в місті постав монументальний вірменський костел.

### «Столиця» Потоцьких
З 1599 року Городенка перейшла у власність магнатського роду Потоцьких.
Головним будівничим міста в XVIII столітті, був граф Микола Василь Потоцький. Сам граф мав бажання створити в Городенці «магнатську столицю». За період життя дідича в Городенці, було збудовано палац (не зберігся), Велику синагогу, монастир місіонерів, латеранську каплицю, костел Непорочного Зачаття Діви Марії, церкву Успіння Діви Марії, мурований триарковий міст «Три мости», місто було місцем постійного перебування щорічного польсько-турецького ярмарку, що надзвичайно сприяло його розвитку, як торгового центру.
Частина селян-кріпаків, яка була приписана до монастиря місіонерів, утворювала Монастирський кут, у народній вимові — Монку.
У 1739 році москалі пограбували місто.
1807 року маєток в Городенці у батька Теодора придбав полковник Адам Потоцький (1776—1812; син белзького воєводи та Кароліни з Сапєгів), у якому часом мешкав до початку війни польсько-австрійської у 1809 р.. Після чого Городенка з околицями була продана барону вірменського походження Йогану Ромашкану, потомки якого контролювали місто до початку XX століття.

### Під владою Габсбургів
1772 року (після першого поділу Речі Посполитої) Городенківщина в складі Галичини дісталася Габсбургам. Під час правових, освітніх і релігійних реформ австрійського імператора Йосифа II, які він здійснював у дусі європейського просвітництва, у 1780-х роках XVIII століття було ліквідовано обидва городенківські монастирі. У 1788 році відкрито першу світську школу з німецькою мовою навчання.
У місті діяла українська приватна ґімназія педагогічного товариства «Рідна школа», в якій впродовж восьми років був директором Антін Крушельницький.
3 березня 1918 року в місті відбулось «свято державності і миру» (віче) на підтримку дій уряду Української Народної Республіки, на якому були присутні близько 10 000 осіб.

### Західноукраїнська Народна Республіка
3 листопада 1918 року в Городенківському повіті було встановлено владу Української держави — ЗУНР, яка пізніше об'єдналася з Великою Україною, але, на жаль, ненадовго.

### Польська Республіка
В часі ІІ Речі Посполитої Городенка була центром повіту Станіславівського воєводства.
Також у місті знаходився комісаріат прикордонної служби (Straży Celnej "Horodenka").
У вересні 1939 р. розміщувалися 216-та і 217-та ескадрильї польських бомбардувальників.

## Німецька окупація
Між груднем 1941 р. і вереснем 1942 р. в Городенці існувало єврейське гетто, до якого переміщувалися євреї з околиць, а також з Угорщини. Гетто було ліквідовано шляхом переміщення євреїв у табір смерті у Белжеці. За підрахунками, загинуло 3250 євреїв, що мешкали у Городенці .

### СРСР
17 вересня 1939 року радянська 23-тя танкова бригада зайняла місто і захопила 6 польських літаків. Того ж року частину Городенки, що лежить на лівому березі річки Чорнова, було перетворено на самостійний сільський населений пункт - село Котиківка.
25 березня 1944 р. місто було заняте Червоною армією. Після цього до червня 1944 р. значні бомбардування німецькою авіацією зазнав район цукрового заводу. Жителі призовного віку були мобілізовані до Червоної армії.
1945 р. польське населення міста було депортоване до Польщі. Було проведено колективізацію, утворено колгоспи.
15 вересня 1949 року шляхом розчленування м. Городенка було створено с. Котиківка, с. Монкут (Монастирський кут), с. Родниківка, решта кварталів міста зформували саме м. Городенка.[джерело?].
17 жовтня 1951 року облвиконком рішенням № 744 передав у Городенківському районі хутір Якубівку з Родниківської сільської ради до Рашківської сільської ради.
31 липня 1952 року Городенківський райвиконком рішенням № 368 ліквідував Родниківську і Монастирську (Монкут) сільради з приєднанням їх до Городенківської міськради.
Вересень 1979 року було ліквідовано Котиківську сільську раду і повернуто с. Котиківка до складу м. Городенка.

### У незалежній Україні
У 1995 році відзначалося 800-річчя першої письмової згадки про місто.
За часів Незалежності у Городенці відновилася у своїх правах українська мова, а також було створено пряме залізничне сполучення зі столицею України Києвом.
3 грудня 1999 року, вкотре відроджено село Котиківка, та сільська рада села Котиківка, на цей раз вже рішенням Верховної Ради України.
12 червня 2020 року, відповідно до розпорядження Кабінету Міністрів України № 714-р «Про визначення адміністративних центрів та затвердження територій територіальних громад Івано-Франківської области», місто Городенка — адміністративний центр Городенківської міської громади.

## Економіка
У місті працює ряд промислових підприємств — ТОВ «Цукровий завод Городенка», ПАТ «Городенківський сирзавод», птахофабрика «Авангард», філія «Перспектив» ПАТ «Зернопродукт» МХП, Цегельний завод, діє три елеватори (концерн «Мрія», ППА «Вільхівці», «Зернопродукт МХП»), ТОВ «Ласощі». Працюють підрозділи «Укртелеком», дві залізничні станції, мережа торгових підприємств, ковальські майстерні, ПАТ «Будівельник», виробництво будівельного каменю, вапна, асфальту тощо.

## Транспорт
Через місто Городенка пролягає залізнична лінія Коломия — Стефанешти, на якій в межах міста розташовані зупинний пункт Городенка-Місто та станція Городенка-Завод. З 14 січня 2021 року через станцію відновлено курсування фірмового поїзда № 357/358 «Гуцульщина» сполученням Київ — Рахів.

## Освіта і культура
Функціонують дві середні школи, гімназія, сільськогосподарський ліцей, Центр дитячої творчості учнівської молоді (ЦДТУМ), спортивна та музична школи, самодіяльний театр «Сучасник», існують понад 10 народних самодіяльних художніх колективів.

28 серпня 2021 року в центрі Городенки під час святкування храмового свята та 30-річчя відновлення Незалежності України, був запущений водограй.

## Населення

### Національний склад
Розподіл населення за національністю за даними перепису 2001 року:
| Національність  | Відсоток |
| --------------- | -------- |
| українці        | 98.47%   |
| росіяни         | 1.11%    |
| поляки          | 0.22%    |
| інші/не вказали | 0.20%    |
| Усього          | 100%     |

### Мовний склад
Розподіл населення за рідною мовою за даними перепису 2001 року:
| Мова            | Кількість | Відсоток |
| --------------- | --------- | -------- |
| українська      | 9408      | 98.95%   |
| російська       | 87        | 0.92%    |
| польська        | 5         | 0.05%    |
| румунська       | 2         | 0.02%    |
| білоруська      | 1         | 0.01%    |
| інші/не вказали | 5         | 0.05%    |
| Усього          | 9508      | 100%     |

### Національні громади

#### Українці
Українці — корінне населення Городенки. Українцями є переважна більшість мешканців міста.

#### Вірмени
Із XVII століття в місті селилися вірмени, які понад сто років утримували в своїх руках майже всю місцеву торгівлю. Про впливовість і заможність вірменської громади свідчить побудова у 1706 році великого вірменського костелу — найдавнішої збереженої пам'ятки міста.

#### Євреї
Єврейська громада з'явилася тут іще у XVI столітті, але справжній їх наплив почався після надання Городенці Магдебурзького права. У 1743 році Миколою Потоцьким дарував їм привілеї у торгівлі та ремеслі, виділив місця під будівництво синагоги і кіркуту. Упродовж XVIII століття євреї витіснили з городенківської торгівлі вірмен і посіли в ній панівне становище: торгували зерном, лісом, сіллю, виготовляли алкогольні напої, зокрема вино й пиво, тримали корчми, були орендарями та управителями маєтків. У середині XVIII століття серед місцевих євреїв з'явилися послідовники пізнього саббатіанства та франкізму. У 1760-х роках виникла група прихильників хасидизму (одним з них був Нахман із Городенки).
Станом на 1775 рік у місті мешкали 863 єврейські родини. Упродовж XIX століття їхня чисельність невпинно зростала і у 1900 році склала 4255 осіб (36,64 % населення міста). Євреям належало близько половини місць у муніципальному управлінні.
у 1898—1914 років в місті діяло єврейське училище, фінансоване фондом барона Моріса де Гірша. У 1907 році відкрито реформований хедер, викладання у якому велося виключно на івриті. Під час Першої світової війни городенківські євреї постраждали від російської окупації — їх будинки було підпалено, дев'ять євреїв повісили за звинуваченнями у шпигунстві. У 1921 році єврейське населення міста налічувало 3048 чоловік (з 9907 жителів), чимало хто протягом 1920—30-х років емігрував до США, Канади, Південної Америки, Палестини.
Під час Голокосту єврейська громада була переважно знищена, а ті, що вціліли, були змушені назавжди емігрувати. Тож згідно з даними Всеукраїнського перепису населення 2001 року, євреї в Городенці не мешкають. З назвою міста пов'язане виникнення єврейських прізвищ Ороденкер (англ. Orodenker) та Городенчик. Окрім Великої синагоги, з єврейських пам'яток збереглися бейт-мідраш та частково кіркут.
```
                                                                    === 
Покуттяни
 === з'явилася тут іще у [[XV століття|XV заселенно більше  507 осіб.
```

## Пам'ятки
| Назва                                                                 | Споруджено | Зображення |
| --------------------------------------------------------------------- | ---------- | ---------- |
| Костел Непорочного Зачаття Пречистої Діви Марії та монастир театинців | 1743—1769  |            |
| Церква Успіння Пресвятої Діви Марії                                   | 1763       |            |
| Вірменський костел                                                    | 1706       |            |

## Відомі особи
Уродженці міста
- 1680 — Нахман із Городенки, рабин, діяч раннього хасидизму, один із найближчих учнів Баал Шем Това.
- Меїр Маргаліот (†1790) — учень Баал Шем Това, рабин Острога.
- 1807 — Каспер Ценґлевич, польський та український поет-романтик і громадсько-політичний діяч.
- 2 серпня 1886 — Альфред Фідеркевич (пол. Alfred Fiderkiewicz), президент Кракова.
- 1903 — Савчук Павло, український поет, драматург, критик, літературознавець, публіцист, вчений-педагог.
- 1903 — Якоб Едельштейн.
- 21 жовтня 1908 — Флор Саломон Михайлович, чехословацький та радянський шахіст, міжнародний гросмейстер.
- 10 лютого 1909 — Кулик Емілія, українська письменниця, театральна діячка.
- 1913 — Копач Олександра, українсько-канадська письменниця, літературознавиця та педагогиня.
- 23 вересня 1915 — Бандурак Володимир Юрійович, український радянський письменник, громадський діяч, педагог.
- 3 грудня 1920 — Марія Лялькова (чеськ. Marie Ljalková), радянська снайперка часів Другої світової війни.
- 1928 — Олександр Топольський, боєць армії Андерса, польсько-канадський архітектор і письменник, автор книги «Без горілки» (англ. «Without Vodka»).
- 24 травня 1933 — Тарновецький Володимир Людвикович, генерал-майор Служби безпеки України.
- 23 жовтня 1935 — Гуцуляк Орися Михайлівна (†5 грудня 2008), до шлюбу Томин (мати - з відомої в Городенці родини Басараб), кандидатка економічних наук, доцент Івано-Франківського інституту нафти і газу, дружина Гуцуляка Бориса Михайловича, мати Гуцуляка Олега Борисовича
- 13 листопада 1937 — Кіндрачук Остап Юрійович, відомий бандурист.
- Ковалів Олександер Іванович (* 1951) — український економіст.
- Богдан Новосельський (*1956)  — член-кореспондент Української Академії архітектури.
- Веремій Ігор Григорович (* 1962) — український державний службовець.
- Великочий Володимир Степанович (1968) - український історик, доктор історичних наук, професор, директор інституту туризму ПНУ ім.Василя Стефаника

Пов'язані з Городенкою
- Петро Васкул — український політичний, військовий та освітній діяч. Четар легіону УСС, сотник УГА, член Проводу ОУН.
- Микола Василь Потоцький — дідич міста, фундатор зведення храмів міста.
- Іоан Георгій Пінзель або майстер Пінзель — галицький скульптор середини 18 століття, представник пізнього бароко та рококо. Зачинатель Львівської школи скульпторів. Деякий час працював і жив у Городенці.
- Бернард Меретин — архітектор німецького походження середини 18 століття, епохи пізнього бароко та рококо. У Городенці будував костел Непорочного Зачаття Діви Марії, церкву Успіння Пресвятої Діви Марії тощо.
- Олексій Заклинський — ініціатор побудови парохіяльної церкви Святого Миколая, на яку зібрав 500 ринських.
- Федір Замора — педагог та громадський діяч, делегат Української Національної Ради ЗУНР.
- Бачинський Лев Васильович (14 (?15) липня 1872, село Серафинці, тепер Городенківського району, Івано-Франківська область, Україна — 12 квітня 1930, Відень (точніше: 11 квітня, Грімменштайн, округ Вінер Нойштадт)) — український галицький адвокат, громадсько-політичний діяч. Голова Української радикальної партії (1918—1930), посол до австрійського парламенту (1907–1918) та до Сейму ІІ Речі Посполитої (1928—1930). У період ЗУНР — комісар Станіславського повіту, потім — віце-президент Національної Ради ЗУНР. Більшу частину життя прожив в Городенці, де працював в адвокатській конторі Теофіла Окуневського.
- Теофіл Окуневський — український юрист, адвокат, дипломат, громадський і політичний діяч. Проживав та похований в м. Городенка.
- Ярослав Окуневський — військовий лікар, український громадський і військовий діяч, письменник, дійсний член НТШ, адмірал флоту Австро-Угорської імперії. Проживав та похований в м. Городенка.
- Юліуш Словацький — проживав у місті після переїзду з Вільного у 1814 році.
- Крушельницький Антін Володиславович (1878—1937) — український письменник, літературний критик і літературознавець, педагог, міністр освіти УНР (1919), протягом 8 років був директором української приватної гімназії «Рідна школа» в місті Городенка
- Якуб (Яків) Ромашкан, барон, з шляхетського вірменсько-молдавського роду, останній «газда», дідич Городенки, який наприкінці XIX століття надав місту сучасного вигляду. Фундатор перебудови храму Святого Миколая в 1879 році.
- Роберта Бондар (англ. Roberta Lynn Bondar; *1945, Канада) — перша канадська жінка-астронавтка і перша лікарка-неврологиня, яка побувала в космосі. Народилася в родині етнічних українців родом з м. Городенка.
- Александр Ґранах (1890—1945) — німецько-американський актор і письменник єврейського походження. Мешкав певний час в Городенці, автор книги «Ось іде людина».
- Орест Кіндрачук (англ. Orest Michael Kindrachuk; *1950, Канада) — канадський хокеїст. Його батьки — емігранти з Городенки[15].
- Войцех Грабовський (пол. Wojciech Grabowski; 15 квітня 1850, Краків — 2 червня 1885, Львів) — польський художник. Молодший брат художника Анджея Грабовського. Для творчості були характерними сповнені таємничого настрою композиції на легендарну або фантастичну тематику, які дають підстави вважати його найпослідовнішим представником львівського романтизму після Артура Ґроттґера. Співпрацював з ілюстрованим часописом «Клоси» (пол. «Kłosy»). Автор кількох картин з видами Городенки другої половини XIX століття «Молоді з Городенки» (1884), «Єврейське весілля в малому галицькому місті» (1877)
- Феліціян Баян — архітектор.
- Дідич Сергій Васильович— громадський діяч, учасник Євромайдану, герой Небесної сотні, Герой України.

Парламентські посли від Городенки
- Гриць Процак — український селянин з Городенківщини, посол до Галицького сейму у 1861—1866 роках.[16]

Інше
Так звані «Городенківські ріжки» ймовірно були названі на честь міста. 
У Городенці, як в найпівденнійшій території Покуття, дуже популярне трояндове варення  "ружі", основний оригінальний інгредієнт з квітів троянд робить особливим саме цей десерт.[джерело?]

## Галерея
- Історичні світлини
- Микола Василь Потоцький
- Українська родина. Городенка, рубіж XIX-XX століть
- Городенка наприкінці XIX століття
- Федір Замора з матуристами городенківської гімназії (1919)
- Городенківські єврейські скаути (HaNoar HaTzioni[en], 1936)
- Польські кадети на Дні незалежності Польщі у Городенці, 11 листопада 1938

- Сучасні світлини
- Вулиці Городенки
- Городенківська РДА
- Городенківська центральна районна бібліотека імені Леся Мартовича
- Відділення Держказначейства
- Меморіальна дошка Петру Васкулу
- Пам'ятник Тарасові Шевченку
- Костел Непорочного Зачаття Діви Марії
- Тут буде Пантеон Слави
- Церква Успіння Пресвятої Діви Марії
- Вірменський костел
- Костел Непорочного Зачаття Пречистої Діви Марії
- Келії монастиря театинців